# Ugo La Malfa
Ugo La Malfa (Palermo, 16 de mayo de 1903 - Roma, 23 de marzo de 1979) fue un político italiano, destacado líder del Partido Republicano Italiano.

## Trayectoria política
Durante el Fascismo en Italia, La Malfa adoptó una postura claramente antifascista llegando en 1942 el Partido de Acción que buscaba la instauración de una república parlamentaria. Estado en Roma, La Malfa representa al Partido de Acción en el Comité de Liberación Nacional.
Al terminar la Segunda Guerra Mundial en Italia tras la muerte de Benito Mussolini, La Malfa participa como ministro en los gobiernos provisiones que engloban a casi todos los partidos antifascistas. Poco después, en 1946 abandona el Partido de Acción junto a Ferruccio Parri. Tras ser elegido diputado de la Asamblea Constituyente que debe redactar la Constitución, se une al Partido Republicano, histórico partido que se había reconstituido poco después de las elecciones a la Asamblea, siendo liderado en aquel momento por Giovanni Conti.
En los años siguientes La Malfa participa como ministro en sucesivos gobiernos y es designado representante italiano en el Fondo Monetario Internacional. Su participación en los gobiernos acaba en 1957 cuando su partido decide retirar el apoyo al gobierno democristano del primer ministro Antonio Segni. En 1962, los republicanos vuelven a participar en el gobierno al ser nombrado primer ministro Amíntore Fanfani, que se apoyó en el centro-izquierda del panorama político italiano. La Malfa volvía a ocupar un ministerio, en esta ocasión de Hacienda.

### Secretario general del Partido Republicano
En 1965 La Malfa es elegido secretario general de su partido, cargo que no abandonaría hasta 1975. Durante su mandato continúa participando en el gobierno, ocupando él mismo diversos ministerios. En 1975 deja la secretaría, pero a cambio, se convierte en el presidente del partido, manteniendo intacto su liderazgo sobre los republicanos. De ese modo, un año después, en 1976, venciendo a la izquierda del partido, lo lleva a la Federación de los Partidos Liberales y Democráticos Europeos (actual ELDR). En 1978, su apoyo resulta determinante para que Italia entre en el Sistema Monetario Europeo.

## Fallecimiento
Su muerte, por hemorragia cerebral tendría lugar en marzo de 1979. Uno de sus hijos, Giorgio La Malfa siguió sus pasos, llegando a ser secretario general del Partido Republicano por catorce años.